# Bazarak
Bazarak (persiska: بازارک) är en provinshuvudstad i Afghanistan. Den ligger i Panjshirdalen i provinsen Panjshir, i den nordöstra delen av landet, 1 965 meter över havet. Bazarak beräknades 2015 ha mellan 21 000 och 25 000 invånare.